# Péter Kropkó
Péter Kropkó (Miskolc, 1 de septiembre de 1963) es un deportista húngaro que compitió en triatlón y duatlón. Ganó una medalla de bronce en el Campeonato Europeo de Triatlón de Media Distancia de 1994, y una medalla de plata en el Campeonato Europeo de Duatlón de 1995.

## Palmarés internacional
| Campeonato Europeo | Campeonato Europeo     | Campeonato Europeo | Campeonato Europeo |
| Año                | Lugar                  | Medalla            | Prueba             |
| ------------------ | ---------------------- | ------------------ | ------------------ |
| 1994               | Novo Mesto (Eslovenia) | Medalla de bronce  | Individual         |

| Campeonato Europeo | Campeonato Europeo | Campeonato Europeo | Campeonato Europeo |
| Año                | Lugar              | Medalla            | Prueba             |
| ------------------ | ------------------ | ------------------ | ------------------ |
| 1995               | Veszprém (Hungría) | Medalla de plata   | Individual         |